# Dicranoweisia grimmiacea
Dicranoweisia grimmiacea är en bladmossart som beskrevs av Brotherus 1901. Dicranoweisia grimmiacea ingår i släktet snurrmossor, och familjen Dicranaceae. Inga underarter finns listade i Catalogue of Life.